# Robinson Crusoé (film, 1997)
Pour les articles homonymes, voir Crusoé.
Pour plus de détails, voir Fiche technique et Distribution.
Robinson Crusoé (Robinson Crusoe) est un film américain réalisé par Rod Hardy et George Trumbull Miller, sorti en 1997.

## Fiche technique
- Titre : Robinson Crusoé
- Titre original : Robinson Crusoe
- Réalisation : Rod Hardy et George Trumbull Miller
- Scénario : Christopher Lofton, Tracy Keenan Wynn et Christopher Canaan d'après le roman Robinson Crusoé de Daniel Defoe
- Musique : Jennie Muskett
- Photographie : David Connell
- Montage : Sue Blainey, Richard Bracken (en), Tod Scott Brody, Gregg Featherman, Keith Reamer, Kevin Stitt et David Zieff
- Production : Njeri Karago
- Société de production : Miramax et RHI Entertainment
- Société de distribution : Miramax
- Pays :  États-Unis
- Genre : Aventure et drame
- Durée : 105 minutes
- Dates de sortie : 
  -  Singapour : 12 juin 1997
  -  États-Unis : 13 mai 2001 (télévision)
  -  France : 31 mars 2004 (en DVD)

## Distribution
- Pierce Brosnan : Robinson Crusoé
- William Takaku : Vendredi
- Polly Walker : Mary McGregor
- Ian Hart : Daniel Defoe
- James Frain : Robert, l'éditeur de Defoe
- Damian Lewis : Patrick Connor
- Ben Robertson : James, le frère de Patrick
- Martin Grace : Le capitaine Braga
- Lysette Anthony : Mme. Crusoé
- Sean Brosnan : Le petit garçon dans la cabine

## Accueil
Holly E. Ordway de DVD Talk loue la performance de Pierce Brosnan mais pointe une mise en place trop rapide.